# Max van Gelder (waterpoloër)
Marcus ("Max") van Gelder (Batavia, 20 oktober 1924 – Heerenveen, 7 december 2019) was een Nederlands waterpolospeler die als doelman speelde.

## Loopbaan
Van Gelder werd driemaal waterpolokampioen in Nederlands-Indië. In de Tweede Wereldoorlog zat hij drieënhalf jaar in een jappenkamp. In 1946 kwam hij naar Nederland en ging voor HZ&PC uit Den Haag spelen.
In 1950 werd hij met het Nederlands team Europees kampioen. Van Gelder nam deel aan de Olympische Spelen van 1952. Hij eindigde met het Nederlands team op de vijfde plaats. De ploeg plaatste zich ook voor de Olympische Zomerspelen 1956 maar de deelname verviel door de boycot vanwege de Russische inval in Hongarije.
In 1968 ging hij als fysiotherapeut mee met het Nederlands team naar de Olympische Zomerspelen 1968. Ook bij de Olympische Zomerspelen 1976 behoorde hij tot het medisch team van de Nederlandse equipe.
Hij overleed in 2019 op 95-jarige leeftijd.
Gerrit Bijlsma · 
Cor Braasem · 
Joop Cabout · 
Ruud van Feggelen · 
Max van Gelder · 
Nijs Korevaar · 
Frits Smol